# Boland Cavaliers
Les Boland Cavaliers (en anglais) ou Boland Kavaliers (en afrikaans) sont une équipe sud-africaine de rugby à XV qui participe chaque année à la Currie Cup. Elle joue avec un maillot noir et jaune et évolue au Boland Stadium de Wellington dans la province du Cap-Occidental. Elle est susceptible de fournir des joueurs à la franchise des Stormers qui évolue dans le Super 14, mais évolue souvent au deuxième niveau de la Currie Cup. 

## Histoire
Existants depuis 1939, les Boland Cavaliers remportent leur premier titre en 2001, lorsqu'ils gagnent la Currie Cup First Div (seconde division du championnat provincial).

## Palmarès
- Vainqueur de la Currie Cup First Div en 2001, 2003, 2004, 2006 et 2011.

## Entraîneurs connus
- Nick Mallett (1995-1996)